# 1869 en baseball
Chronologie du baseball
Baseball avant 1869 - Baseball en 1869 - Baseball en 1870
Les faits marquants de l'année 1869 en Baseball

## Champions
- National Association of Base Ball Players : Brooklyn Atlantics

## Événements
- 17 mars : premier match de baseball aux États-Unis impliquant un club professionnel : Cincinnati Red Stockings. Ce choix permet au club de recruter les meilleurs joueurs et les résultats ne se font pas attendre : en ce 17 mars, une formation amateur de Cincinnati est balayée 24 à 15[1].

- 15 juin : les Cincinnati Red Stockings affrontent les New York Mutuals à l'Union Grounds de New York devant 10 000 spectateurs. Le match est chaudement disputé, et les Red Stockings s'imposent 4 à 2[1].

- Les Cincinnati Red Stockings sont invités par la Pacific Baseball Convention à effectuer une tournée à San Francisco. L’achèvement de la ligne de chemin de fer transcontinental permet désormais ces longs déplacements. Les Red Stockings disputent 5 matchs dans la région de la Bay pour autant de victoire. Cincinnati concède 22 points à ces adversaires californiens mais marquent pas moins de 289 points, soit 58 par match en moyenne[2].

- Les Brooklyn Atlantics remportent le 13e championnat de baseball de la NABBP avec 40 victoires, 6 nuls et 2 défaites.

- 8 novembre : fin de la saison de baseball aux États-Unis. Les Cincinnati Red Stockings, invaincus en 57 matchs, sont l’incontestable équipe de l’année. Ces pionniers du baseball pro ont évolué devant 200 000 spectateurs pour une soixantaine de matchs et parcouru près de 20 000 km. Le bilan financier de cette première saison pro est positif : 1,39 dollars de bénéfice[1].

## Naissances
- 4 janv. : Tommy Corcoran
- 28 janv. : Ducky Holmes
- 15 févr. : Charlie Irwin
- 26 mars : Jack McCarthy
- 2 avr. : Hughie Jennings
- 20 avr. : Tommy Dowd
- 26 avr. : Fritz Clausen
- 1er juin : Ted Breitenstein
- 3 juil. : Nig Cuppy
- 10 juil. : John Heydler
- 31 août : Monte Cross
- 11 sept. : Frank Kitson
- 14 sept. : Kid Nichols
- 12 oct. : Mal Kittridge
- 25 oct. : Jack Doyle
- 20 nov. : Clark Griffith
- 23 déc. : Mike Grady